# Szklanki (singel)
Szklanki – singel polskiej raperki Young Leosi, promujący minialbum, zatytułowany Hulanki. Singel został wydany 28 stycznia 2021.
Nagranie otrzymało w Polsce status poczwórnie platynowego singla, przekraczając liczbę 200 tysięcy sprzedanych kopii.

## Geneza utworu i historia wydania
Utwór napisali i skomponowali SecretiveSuicide i Sara Sudoł.
Singel ukazał się w formacie digital download 28 stycznia 2021 w Polsce za pośrednictwem wytwórni płytowej Internaziomale w dystrybucji Universal Music Polska. Kompozycja została umieszczona na debiutanckim minialbumie Young Leosi – Hulanki.

## Teledysk
Do utworu powstał teledysk, który udostępniono 29 stycznia 2021 za pośrednictwem serwisu YouTube.

## Lista utworów
- Digital download[5]

1. „Szklanki” – 2:43

## Certyfikaty
| Kraj          | Certyfikat         | Sprzedaż |
| ------------- | ------------------ | -------- |
| Polska (ZPAV) | 4x platynowa płyta | 200 000+ |